# Tello Alfonso de Meneses

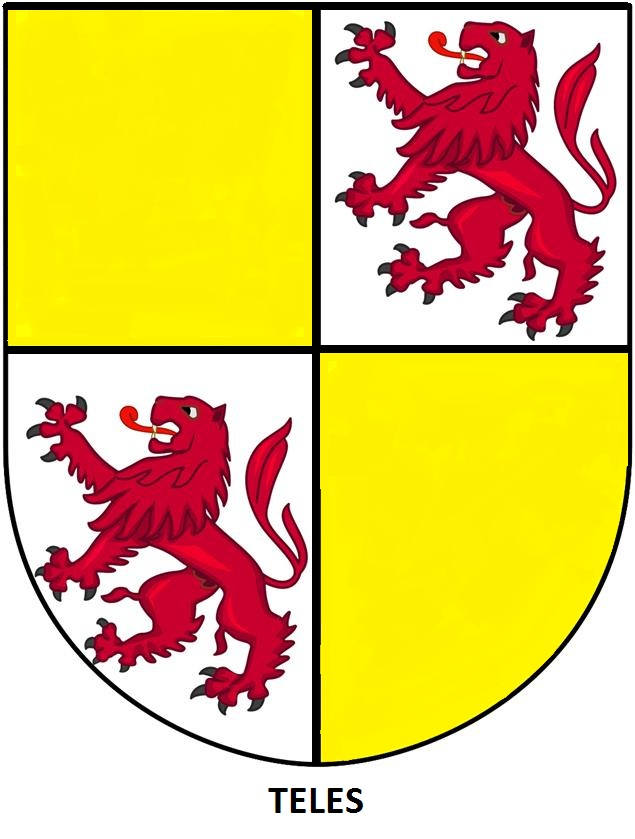
Escudo de armas de los Téllez de Meneses.

Tello Alfonso de Meneses (c. 1288-1315); Hijo de Alfonso Téllez de Molina, hijo a su vez del infante Alfonso de Molina, y de Teresa Pérez de Asturias.
Señor de Meneses, Tiedra, Montealegre, Grajal de Campos, Alba de Liste, San Román y Villagarcía de Campos.
Fue bisnieto de Alfonso IX de León.

## Orígenes familiares
Hijo de Alfonso Téllez de Molina y de su esposa Teresa Pérez de Asturias, era nieto por parte paterna del infante Alfonso de Molina, hijo de Alfonso IX de León y de Mayor Alfonso de Meneses. Por parte materna era nieto de Pedro Álvarez de Asturias, señor de Noreña, y de su esposa Sancha Rodríguez de Lara.
Fue sobrino carnal de la reina María de Molina, reina consorte de Castilla y León por su matrimonio con Sancho IV.

## Biografía
Se desconoce su fecha de nacimiento. En 1314, a la muerte de su padre Alfonso Téllez de Molina, se convirtió en señor de Meneses, Tiedra, Montealegre de Campos, Grajal de Campos, Alba de Liste, San Román y Villagarcía de Campos. Durante el primer periodo de la minoría de edad de Alfonso XI de Castilla, en el que la reina madre María de Molina desempeñó la tutoría de su nieto Alfonso XI junto con el infante Pedro de Castilla y el infante Juan de Castilla el de Tarifa, apoyó en todo momento a su tía María de Molina, posicionándose en contra del infante Juan y sus partidarios, entre los que se encontraba Don Juan Manuel.
La muerte en 1315 de Tello Alfonso de Meneses, que falleció en Tardajos cuando se dirigía a las Cortes de Burgos de 1315, supuso una pérdida de apoyo para su tía, la reina María de Molina.

## Matrimonio y descendencia
Tello Alfonso de Meneses contrajo matrimonio con María de Portugal, hija del infante Alfonso de Portugal y de Violante Manuel, y nieta de Alfonso III de Portugal. Fruto del matrimonio de ambos nacieron los siguientes hijos:
- Alfonso Téllez de Meneses (c.1312-después de 1318). A la muerte de su padre se convirtió en señor de Meneses, Tiedra, Montealegre, Grajal de Campos, Alba de Liste, San Román y Villagarcía de Campos. Murió siendo joven y sin descendencia y sus posesiones fueron heredadas por su hermana, Isabel.
- Isabel Téllez de Meneses (c.1314-después de 1354). A la muerte de su hermano Alfonso heredó sus posesiones. Contrajo matrimonio con Juan Alfonso de Alburquerque, señor de Alburquerque y de Villalba de los Alcores. Fue sepultada en el Monasterio de Santa María de La Santa Espina.